# نائب رئيس كولومبيا
نائب رئيس كولومبيا (بالإسبانية: Vicepresidente de Colombia)‏ المعروف رسميًا باسم نائب رئيس جمهورية كولومبيا (بالإسبانية: Vicepresidente de la Republica de Colombia)‏ أو نائب رئيس الأمة (بالإسبانية: Vicepresidente de la Nacíon)‏ في التراتبية هو الرتبة الأولى في خط الخلافة الرئاسي ليصبح الرئيس الجديد لـ كولومبيا عند إجازة الغياب أو الوفاة أو الاستقالة أو عزل الرئيس، على النحو المحدد في الدستور الكولومبي لعام 1991 والذي أعاد أيضًا شخصية نائب الرئيس بعد ما يقرب من قرن من الإلغاء خلال رئاسة رافائيل نونيز. لا يجوز لنائب الرئيس تولي الوظائف الرئاسية في حالات الغياب المؤقت للرئيس مثل الرحلات الرسمية إلى الخارج أو الإجازات. في هذه الحالات يفوض الرئيس المهام إلى أحد أعضاء مجلس الوزراء عادة وزير الداخلية.
نائب رئيس جمهورية كولومبيا الحالي هو فرانسيا ماركيز، التي تولت منصبها في 7 أغسطس 2022.

## المهام
يتولى نائب الرئيس نفس الفترة التي يتولاها رئيس كولومبيا ويحل محله في حالة الغياب المؤقت أو الكامل. يمكن أيضًا تفويض نائب الرئيس من قبل البعثات الخاصة للرئيس (مثل تمثيله في الزيارات الدبلوماسية الدولية) أو تعيينه في أي منصب من وظائف السلطة التنفيذية الكولومبية.
حدد كل رئيس وظائف نائب الرئيس داخل حكومته.

## الولاية الدستورية
وفقًا للمرسوم 2719 الصادر في 17 ديسمبر 2000 في الدستور الكولومبي لعام 1991 الذي عدل هيكل الدائرة الإدارية لرئاسة الجمهورية، فإن وظائف نائب الرئيس هي:
- تنفيذ المهام الخاصة التي حددها رئيس كولومبيا ووفقًا للدستور الكولومبي.
- تقديم المشورة للرئيس بشأن تنفيذ السياسات والسياسات المتعلقة بحقوق الإنسان والفساد.
- التعاون مع إدارة الحكومة الكولومبية للأنشطة الدولية والوطنية المتعلقة بحقوق الإنسان والفساد.
- خطط آليات لتنسيق الاتفاقات بين مختلف مستويات الحكومة التنفيذية في كولومبيا بشأن القضايا المتعلقة بحقوق الإنسان والفساد.
- تمثيل كولومبيا دوليًا وفقًا لأمر الرئيس.
- من خلال تحديد الرئيس سيدعم نائب الرئيس الرئيس ويقدم المشورة له بشأن القضايا الأخرى.
- سيتم التعامل مع وظائف أخرى وفقا لاحتياجات الرئيس.

## الأهلية
يجب أن يكون نائب الرئيس مواطنًا مولودًا في كولومبيا، وألا يقل عمره عن 30 عامًا. يشترط الدستور الكولومبي لعام 1991 أن يستوفي نائب الرئيس نفس متطلبات الأهلية مثل الرئيس الذي يمكن إعادة انتخابه. هو أو هي مؤهل أيضًا لعدد غير محدود من الفترات كنائب للرئيس.